# HMS Challenger (1858)
HMS Challenger – XIX-wieczna brytyjska korweta parowo-żaglowa typu Pearl, służąca w Royal Navy w latach 1858–1878. Okręt uczestniczył w trwającej w latach 1872–1876 wyprawie badawczej dookoła świata, uznawanej za pierwszą wyprawę oceanograficzną w historii. Podczas wyprawy, kierowanej przez Johna Murraya i Charlesa Wyville'a Thomsona, odkryty został m.in. Grzbiet Śródatlantycki oraz Rów Mariański.
Okręt zbudowany został w stoczni Woolwich Dockyard, nieopodal Londynu. Jego budowa kosztowała 76 272 funty.
Na cześć okrętu nazwana została Głębia Challengera, będąca najniżej położonym zbadanym miejscem na Ziemi, a także amerykański wahadłowiec kosmiczny Challenger.